# Clara Guot
Clara Guot (* als Maria Guot in 1578 in Stans; heimatberechtigt ebenda; † 9. Februar 1669 ebenda) war Frau Mutter des Kapuzinerinnenklosters St. Klara in Stans.

## Leben
Clara Guot war die Tochter des Andreas Guot und der Elsbeth Kirsiter. Sie trat 1615 in das Kloster St. Klara ein und legte zwei Jahre später ihre Profess ab. Nach zwei Luzernerinnen war sie von 1622 bis 1625 als erste Nidwaldnerin Frau Mutter.
Guot und ihre Schwester Katharina hatten bei der Landsgemeinde Nidwaldens erfolgreich für die Gründung eines Frauenklosters in Stans geworben. Das Kloster wurde 1614 gegründet und mit dem Bau wurde (nach) 1616 begonnen. Katharina wählte bei ihrer Einkleidung den Ordensnamen Agnes.

## Belege
1. 1 2  Christian Schweizer: Clara Guot. In: Historisches Lexikon der Schweiz.  17. Juni 2004.

| Personendaten    | Personendaten                  |
| ---------------- | ------------------------------ |
| NAME             | Guot, Clara                    |
| ALTERNATIVNAMEN  | Guot, Maria (Geburtsname)      |
| KURZBESCHREIBUNG | Frau Mutter des Klosters Stans |
| GEBURTSDATUM     | 1578                           |
| GEBURTSORT       | Stans, Schweiz                 |
| STERBEDATUM      | 9. Februar 1669                |
| STERBEORT        | Stans, Schweiz                 |